# TA克隆

TA克隆的圖示

TA克隆（TA cloning）是一種免用限制酶的亞克隆手段，其操作不僅比傳統的亞克隆簡單，而且耗時也較短。TA克隆的關鍵在於載體和目的基因末端的腺嘌呤（A）和胸腺嘧啶（T）的互補配對。載體和目的基因進行上述配對之後，用DNA連接酶即可實現它們之間的共價連接。

## 過程

### 製造目的基因
一般用PCR來製造目的基因。PCR中所用的Taq酶無3'-5'端外切活性，容易在3'端額外加上一個腺嘌呤（A）。因而PCR產物兩條鏈3'端一般都多出一個腺嘌呤。如果PCR引物的5'端含有鳥嘌呤（G）的話，能使得3'端加上腺嘌呤的機率最大化。值得注意的是，製造用於TA克隆的目的基因的DNA聚合酶不能有3'-5'外切活性，否則產物的3'端不會多出一個額外的腺嘌呤。

### 製造載體
首先，將想要使用的載體用能產生平滑末端的限制酶線性化。之後，用末端轉移酶在其末端加上一個2',3'-雙脫氧三磷酸胸苷（ddTTP）。使用ddTTP才能確保只在末端加上一個胸腺嘧啶殘基。胸腺嘧啶殘基會被加到3'端上。一般市面上的TA克隆試劑盒中會附有一系列的可直接用於TA克隆（即3'端有一個額外的胸腺嘧啶）的載體。

## 優缺點
TA克隆中除了切開載體之外，都不需要使用限制酶，因而其操作相比傳統亞克隆手段更簡單快速。實驗者也沒有必要在設計引物的時候加上限制酶位點，因而節約了時間和金錢。另外，如果因爲沒有合適的酶切位點而無法進行傳統的亞克隆時，TA克隆就可以作爲一種替代方案。TA克隆的主要缺陷在於目的基因有50%的概率以相反方向被植入載體中。此外，通常情況中，TA克隆中的目的基因末端會多出一個腺嘌呤，而載體末端會多出一個胸腺嘧啶。